# 김규남 (야구인)
김규남(1995년 5월 12일 ~ )은 대한민국의 전직 야구 선수이다. 고양 위너스, SK 와이번스, 상무 야구단, SSG 랜더스에서 좌익수, 우익수로 활동했다.

## 한국 독립야구 시절

### 고양 위너스시절
2018년에 입단하였다.

## 한국 프로야구 시절

### SK 와이번스시절
2019년에 입단하였다.

### 상무 야구단시절
2020년에 입단하였다.

### SSG 랜더스시절
2021년에 복귀하였다. 2021년 9월 3일 두산 베어스와의 경기에 출전하며 데뷔 첫 경기를 치렀고, 경기에서 3타수 무안타를 기록했다. 